# Euploea auritincta
Euploea auritincta är en fjärilsart som beskrevs av Carpenter 1953. Euploea auritincta ingår i släktet Euploea och familjen praktfjärilar. Inga underarter finns listade i Catalogue of Life.